# LLM
LLM (łac. Legum Magister, ang. Master of Laws) – tytuł nadawany po uzupełniających studiach prawniczych (dwuletnich, lub – rzadziej – rocznych). By zostać przyjętym na program LLM, trzeba być absolwentem studiów prawniczych (wyjątkiem jest Europa-Institut w Saarbrücken). Program daje podstawową wiedzę o prawodawstwie danego kraju lub przybiera formę studiów specjalizacyjnych (np. z zakresu prawa europejskiego czy międzynarodowego). W USA w wielu stanach wystarcza, by przystąpić do egzaminu adwokackiego/radcowskiego (tzw. bar exam).
W Polsce programy LLM prowadzą:
- Uniwersytet Jagielloński (cztery programy we współpracy z uniwersytetami w Waszyngtonie, Orleanie, Dreźnie i Kijowie);
- Uniwersytet Wrocławski (we Wrocławiu, Wilnie i Flandrii);
- Akademia Leona Koźmińskiego;
- Katolicki Uniwersytet Lubelski[1];
- Collegium Humanum[2];
- Uczelnia Łazarskiego;
- Collegium Intermarium z siedzibą w Warszawie[3].

Polsko-niemieckie kształcenie prawnicze (LL.M. German and Polish Law) we współpracy z Wydziałem Prawa i Administracji Uniwersytetu im. Adama Mickiewicza oferowane jest natomiast przez Uniwersytet Europejski Viadrina we Frankfurcie nad Odrą.
Obecnie coraz większą popularnością cieszą się programy LLM o wąskim, specjalistycznym charakterze. Niektóre tego typu programy mają bardzo długa tradycję, np. program LLM z zakresu prawa europejskiego (tzw. LL.M. Eur) w Europa-Institut w Saarbrücken ma ponad 50-letnią tradycję i jest jednym z najstarszych tego typu programów w Europie.
Niektóre programy, jak ten w Saarbrücken, prowadzone w kilku językach, oferują bogatszą ofertę edukacyjną oraz większą elastyczność studiów. Ponadto niektóre programy LLM cechuje wielokulturowość oraz wielonarodowość uczestników.
Absolwenci znanych programów LLM zazwyczaj zaznaczają, gdzie zdobyli tytuł, w następujący sposób: „LLM (Harvard)”; „LLM (Yale)”; „LLM (Penn)”; „LLM (Georgetown)” itd. Poza skrótem LLM funkcjonują również skróty tytułów zdobytych na specjalistycznych programach, np. LLM (Eur) lub LLM Eur będzie oznaczał program studiów zorientowanych na prawo europejskie.
Programy LLM bywają – ze względu na tradycję – nazywane czasem inaczej, np. Magister Juris (MJur) na Oksfordzie.